# Atamano

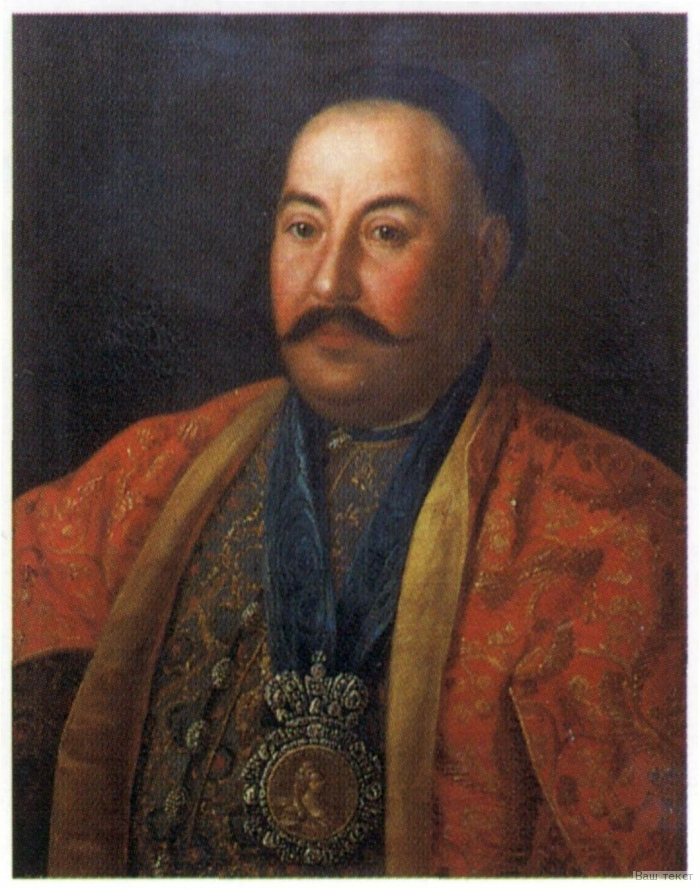
Atamano Krasnoščëekov - Aleksej Antropov (1761).

Il termine atamano era la denominazione di un grado militare dei cosacchi. Nella Lituania polacca, atamano indicava genericamente un comandante cosacco, mentre presso i cosacchi ucraini e russi l'atamano era il più alto grado militare.

## Etimologia
La parola atamano deriva dal polacco hetman (etmano), indicante il comandante in capo dell'esercito polacco-lituano, a sua volta derivato dal tedesco hauptmann ("capitano"). Il nome ha subìto diverse trascrizioni e, a seconda delle varie località ove questo grado fu presente, si parla di ataman, otaman, hatman, het'man, etman.

## Origini
Nel corso delle guerre hussite (XV secolo), combattute dai seguaci del sacerdote eretico Jan Hus contro le truppe dell'imperatore Sigismondo di Lussemburgo, il grado di atamano (hejtman) venne utilizzato per indicare il comandante supremo del Tábor. Il primo atamano fu Jan Žižka (1420), creatore dell'esercito hussita. Successivamente, i Taboriti arrivarono ad avere altri due atamani, sempre però sotto l'alto comando di Žižka.
Nel Granducato di Lituania fu definito e assegnato il grado di Grande atamano da Konstanty Ostrogski nel 1497, e in Polonia nel 1503. Quando Lituania e Polonia si fusero nella Confederazione polacco-lituana, il Grande Atamano divenne comandante in capo dell'esercito di entrambe le nazioni. Con la terza spartizione della Polonia, nel 1795, il grado di atamano fu abolito.
Furono quasi certamente i polacco-lituani a diffondere il termine "atamano" presso i cosacchi, i quali, a seconda delle diverse zone di provenienza, rielaborarono il nome e le mansioni della carica.

## Ucraina
Il termine atamano venne utilizzato per indicare i comandanti dei Cosacchi ucraini sin dalla fine del XVI secolo. Tale titolo fu importato dalla terminologia bellica della Confederazione polacco-lituana.
Alla fine del Cinquecento, i comandanti dei Cosacchi zaporoghi erano chiamati Košovyj Otaman. Nel 1572, atamano diventò il titolo utilizzato per indicare il comandante dell'Esercito Regolare Cosacco (ucraino: Реєстрове козацьке військо) della Confederazione polacco-lituana. Dalla rivolta capeggiata da Bohdan Chmel'nyc'kyj nel 1648, etmano finì per indicare il capo supremo dello Stato cosacco. Tale titolo conferiva ampi poteri a chi ne era insignito che andavano dal comando supremo dell'esercito alla potestà di poter emanare nuove leggi.
Dopo la divisione dell'Ucraina sancita dal trattato polacco-russo di Andrusovo nel 1667, i Cosacchi ucraini dei due etmanati così formatosi furono conosciuti come Cosacchi della sponda sinistra e Cosacchi della sponda destra del Dnepr.

## Russia
Il termine atamano ebbe anche in Russia una larga diffusione. Fu soppresso solo tra il 1734-1750 e successivamente abolito dalla zarina Caterina II nel 1764.